# Krockdocka

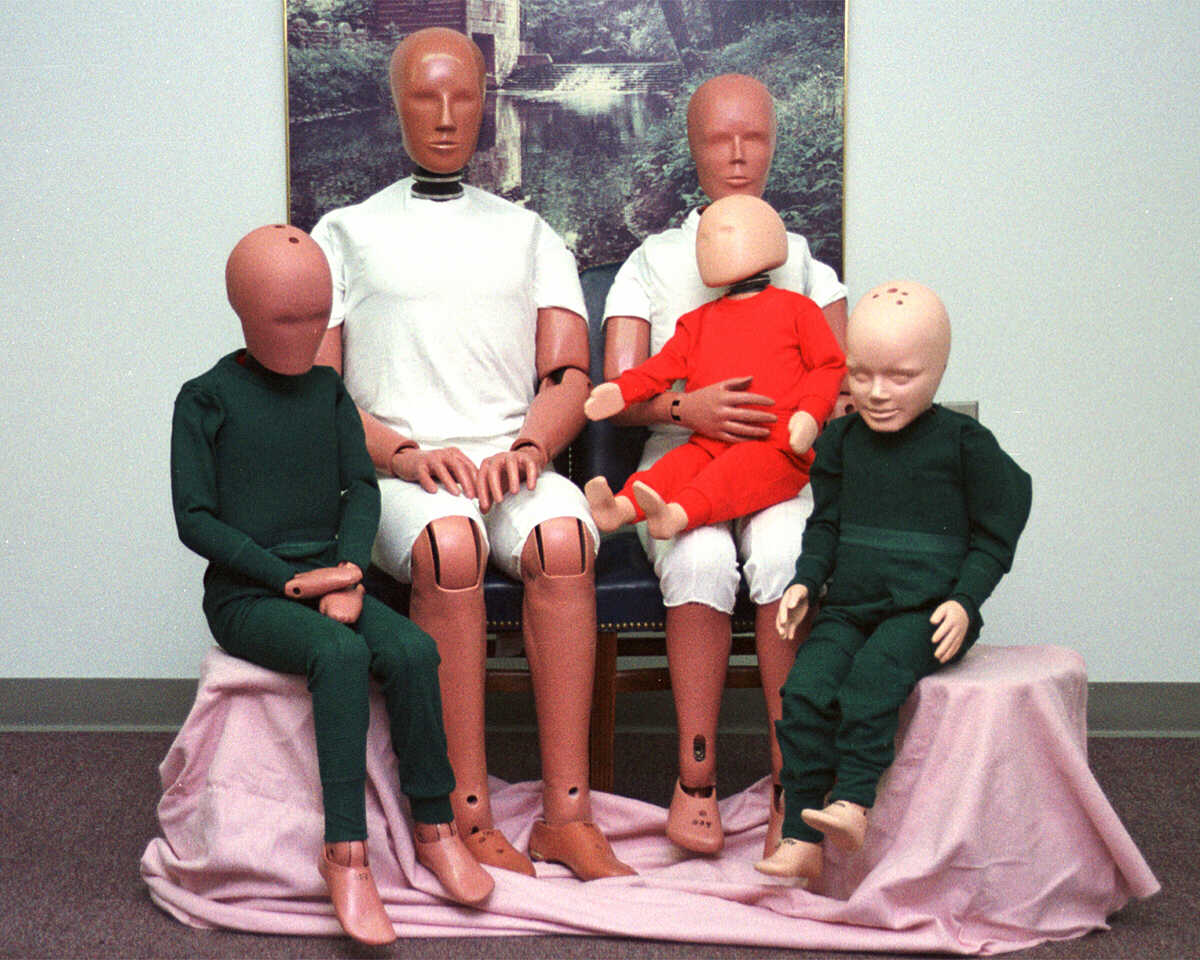
En familj krockdockor.

En krockdocka är en fullstor avbild av en människa som används vid bland annat krocktester. Genom att dockan ges samma densitet och leder som en människa kan dess rörelsemönster studeras vid till exempel en bilkollision och användas för att förbättra säkerheten i bilar.